# Illice triplaga
Illice triplaga là một loài bướm đêm thuộc phân họ Arctiinae, họ Erebidae.